# Шака
Шаке (лат. manus) су два дијела на тијелу човјека (или мајмуна). Руке, одн. шаке служе за дохватање предмета и управљање њима. Већином имају по пет прстију, који су ноктима заштићени од удараца, повреда, итд. Палац је паралелан са раменом и зато се лако може заротирати за 90°. Остали прсти (кажипрст, средњи прст, прстењак и мали прст) могу се заротирати за 45°. Човјечија шака има 27 костију.
Мало је сисара и осталих животиња које имају и служе се „шакама“ за дохватање предмета, па се служе другим дијеловима тијела као што су шапе и канџе. Само сисари из реда мајмуна имају прсте. Људи имају двије шаке, а човјеколики мајмуни и мајмуни четири, јер им и стопала имају палац који је покретан и може дохватити предмете.